# 小孔鰋
小孔鰋，為輻鰭魚綱鯰形目鮡科的其中一種，為熱帶淡水魚類，分布於亞洲泰國及緬甸淡水流域，體長可達10公分，棲息在底中層水域，生活習性不明。